# Pratapgarh (zamindari)
Pratapgarh  (alguna vegada apareix com Pratabgarh) fou un estat tributari protegit del tipus zamindari al nord-oest del districte de Chhindwara a les Províncies Centrals, prop de Motur, amb una superfície de 749 km², amb 140 pobles i una població el 1881 de 17.078 habitants.
Junt amb Sonpur, Pratapgarh va formar part del principat d'Harai però al començament del segle XIX van quedar separats sota un germà del sobirà d'Harai. El 1884 el sobirà era un menor i l'estat va quedar sota administració del consell de corts (Court of Wards).
La capital era Pagara, amb una població el 1881 de 342 habitants.